# Luk Piyes
Haluk „Luk“ Piyes (* 30. März 1975 in Köln) ist ein deutsch-türkischer  Schauspieler, Regisseur und Filmemacher.

## Leben
Seine Familie kommt aus Kırşehir in der Türkei. Mit 7 Jahren begann Piyes mit Boxen und schaffte es schließlich bis zum deutschen Jugendmeister. Er fing an, Jura zu studieren, arbeitete aber als ehrenamtlicher Streetworker. Zusammen mit der Kölner Niehler Wache gründete er die Initiative „Mitternachts-Fuß- und Basketball“.
Piyes gewann 1995 den Wettbewerb „Gesicht des Jahres“, arbeitete als Moderator und bewegte sich unter anderem für Gaultier auf dem Laufsteg. Seit 1995 ist er als Schauspieler tätig. Seit dem Studium an einer Regie- und Drehbuchschule in Los Angeles hat er dort neben Köln einen zweiten Wohnsitz. In Lars Beckers Kultfilm Kanak Attack spielte er den stolzen „Kanaken“ Ertan Ongun und wurde daraufhin als Entdeckung des Jahres 2000 gefeiert.
In den letzten Jahren spielt Piyes vermehrt auch in türkischen Produktionen, 2007 zum Beispiel einen Boxer in der Fernsehserie Pusat von Osman Sinav. 2008 hat Piyes seinen ersten Kinofilm als Regisseur abgedreht.

## Filmografie
- 1995: Jede Menge Leben (TV), Regie: Gloria Behrens
- 1996: Roys Welten (Kurzfilm), Regie: Buket Alakuş
- 1997: Die Mädchenfalle – Der Tod kommt online (TV), Regie: Peter–lly Huemer
- 1997: Die Wache (TV), Regie: Bernd Fiedler
- 1997: Der Schrei der Liebe (TV), Regie: Jürgen Prochnow
- 1999: Zwei (Kurzfilm), Regie: Pavel Kocambasi
- 1999: Honigmund (Kurzfilm), Regie: Pavel Kocambasi
- 2000: Kanak Attack (Kino), Regie: Lars Becker
- 2001: O da Beni Seviyor – Sommerliebe (O da Beni Seviyor) (Kino), Regie: Baris Pirhasan
- 2001: Calling Scorsese (Kurzfilm), Regie: Luk Piyes
- 2002: Der Brief des Kosmonauten (Kino), Regie: Vladimir Torbica
- 2003: Die Klasse von ’99 – Schule war gestern, Leben ist jetzt (Kino), Regie: Marco Petry
- 2004: En Garde (Kino), Regie: Ayşe Polat
- 2005: The Stoning (Kino), Regie: Harald Franklin
- 2005: Porno! Melo! Drama! (Kino), Regie: Heesook Sohn Luk
- 2005: Eylül (TV), Regie: Veli Celik
- 2006: Asyl (Kino), Regie: Reis Celik
- 2006: Sahte Prenses (TV), Regie: Filiz Kaynak
- 2007: Pars-Kiraz (Kino), Regie: Osman Sinav
- 2007: PUSAT – Zafere giden yolda cekilen cile kutsaldir (Serie), Regie: Osman Sinav
- 2008: Aynadaki Düşman (TV)
- 2009: Kanımdaki Barut (Kino) Regie: Haluk Piyes
- 2010: Umut Yolculari (Serie)
- 2012: MUCK – Müzik Umutlari Cesaret Kanatlariydi (Serie)
- 2013: Firuze – Als Demir
- 2014: Einmal Hans mit scharfer Soße (Kino), Regie: Buket Alakuş
- 2015: Ein Fisch namens Liebe
- 2015: Bizim Hikaye (Film)
- 2016: Wilsberg: Mord und Beton
- 2016: Ates (Film)

## Auszeichnungen
- 2001 Orange d’or, Türkei „Bester Film“: Sommerliebe
- 2004 Silberner Leopard, Locarno „Bester Film“: En Garde
- 2008 International Film Fest Bukarest „Bester Film“: Asyl